# Кубасов, Владимир Степанович
Владимир Степанович Куба́сов (27 марта 1930, Алма-Ата — 25 декабря 2022, Москва) — российский архитектор, профессор МАРХИ, Действительный член РААСН, Народный архитектор РФ (2000), лауреат Государственной премии РСФСР в области архитектуры.

## Биография
Родился 27 марта 1930 года в Алматы (ныне Казахстан). Позже семья переехала в Москву. Школу окончил экстерном. Планировал после седьмого класса поступать в художественное училище, однако двойка по рисунку лишила его этой возможности. Решив попробовать себя в архитектуре, пошёл на подготовительные курсы МАРХИ. И хотя там он за первую же работу получил двойку, в 1947 году В. С. Кубасов поступил в МАРХИ. Его преподавателями были Михаил Федорович Оленев и Юрий Николаевич Шевердяев. Они заложили в молодом архитекторе основы творческого подхода и стремление к нестандартным, но высокохудожественным решениям. Будучи студентом, Владимир Кубасов увлекался живописью, был в сборной института по лыжам, стрельбе, баскетболу, гимнастике. Его одногруппниками были К. С. Шехоян и В. И. Уткин.
После окончания института в 1953 году работал в институте «Моспроект» в мастерской Ю. Н. Шевердяева. Позднее они вместе перешли в управление «Моспроект-2», где В. С. Кубасов вскоре возглавил мастерскую № 16.
Владимир Кубасов входил в группу основных авторов Московского городского Дворца пионеров, который был построен в 1962 году.
Отдельная эпоха в жизни архитектора — это проектирование и строительство нового здания МХАТ имени М. Горького на Тверском бульваре в Москве. Архитектор не только создал проект, но и своими руками красил, штукатурил, резал по дереву на главных входных дверях в здание, лепил изделия для отливки в бронзе.
Во время проектирования познакомился с актёрами Кедровым, Ливановым, Грибовым, Массальским и принимал участие в постановке спектакля «Три долгих дня».
В. С. Кубасов состоял в содружестве с художниками и скульпторами, устраивал персональные выставки.
Жил и работал в Москве.
Вёл преподавательскую деятельность в МАРХИ. Был профессором кафедры общественной архитектуры и руководителем персональной творческой мастерской.
Скончался 25 декабря 2022 года.

## Признание
- Государственная премия РСФСР в области архитектуры (1967) — за архитектуру Московского Дворца пионеров
- народный архитектор РФ
- заслуженный архитектор РСФСР
- академик Российской академии архитектуры и строительных наук
- первый вице-президент Союза архитекторов России
- почётный строитель Москвы.

## Постройки
- Дворец пионеров и школьников на Ленинских горах (совместно с И. А. Покровским, В. С. Егеревым, Ф. А. Новиковым и др.), 1962 год.
- Здание театра МХАТ им. Горького на Тверском бульваре в Москве, 1973 год.
- Речной вокзал с гостиницей в Ростове-на-Дону, 1977 год.
- Памятник павшим воинам на заводе имени Владимира Ильича[2].
- Центр Международной торговли (совместно с М. В. Посохиным, П. И. Скоканом) на Краснопресненской набережной в Москве I очередь, 1982 год, II очередь, 2009 год.
- Павильон № 12 «Советские профсоюзы» на ВДНХ, 1987 год.
- Рестораны «Макдоналдс» на проспекте Мира (1995 год), в Газетном переулке (1993 год) и на Большой Дорогомиловской улице в Москве (1997 год)
- Общественно-Жилой Комплекс «Олимпик Плаза» на пр. Мира в Москве, 1998 год.
- Жилой комплекс «Кунцево», 1999 год.
- Торгово-офисный комплекс в Ханты-Мансийске, 2007 год.
- Жилой комплекс «Волжские паруса» в Волгограде, 2009 год.

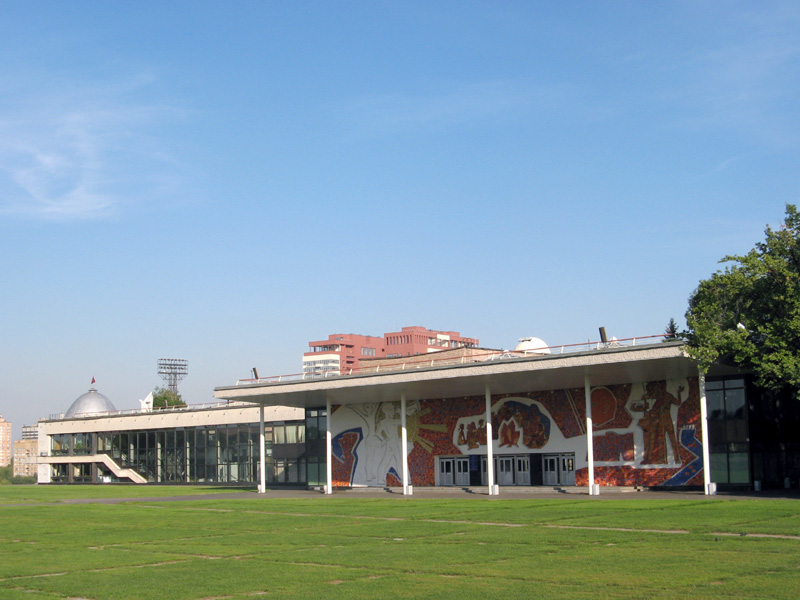
Московский городской дворец детского (юношеского) творчества
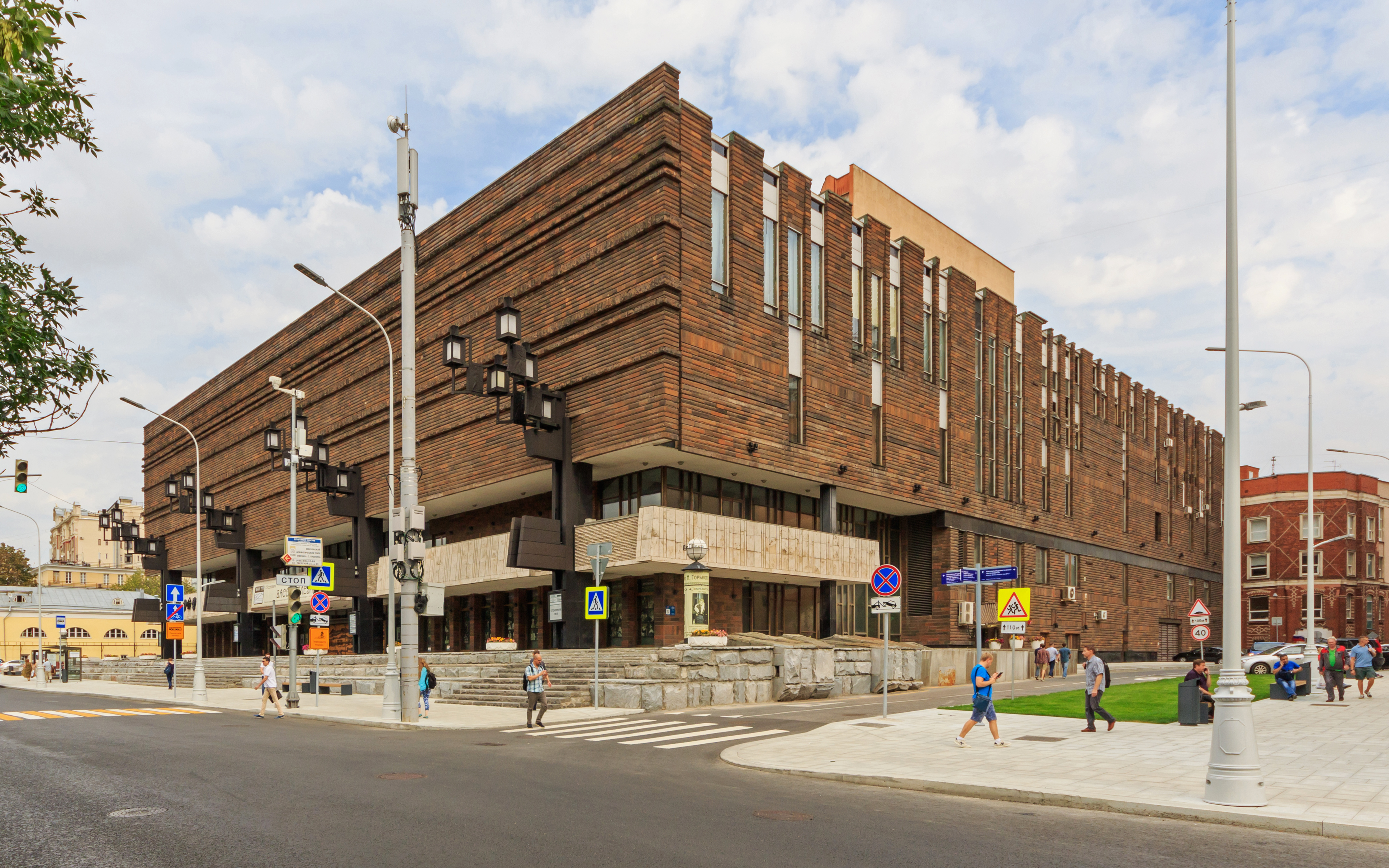
МХАТ им. Горького на Тверском бульваре в Москве
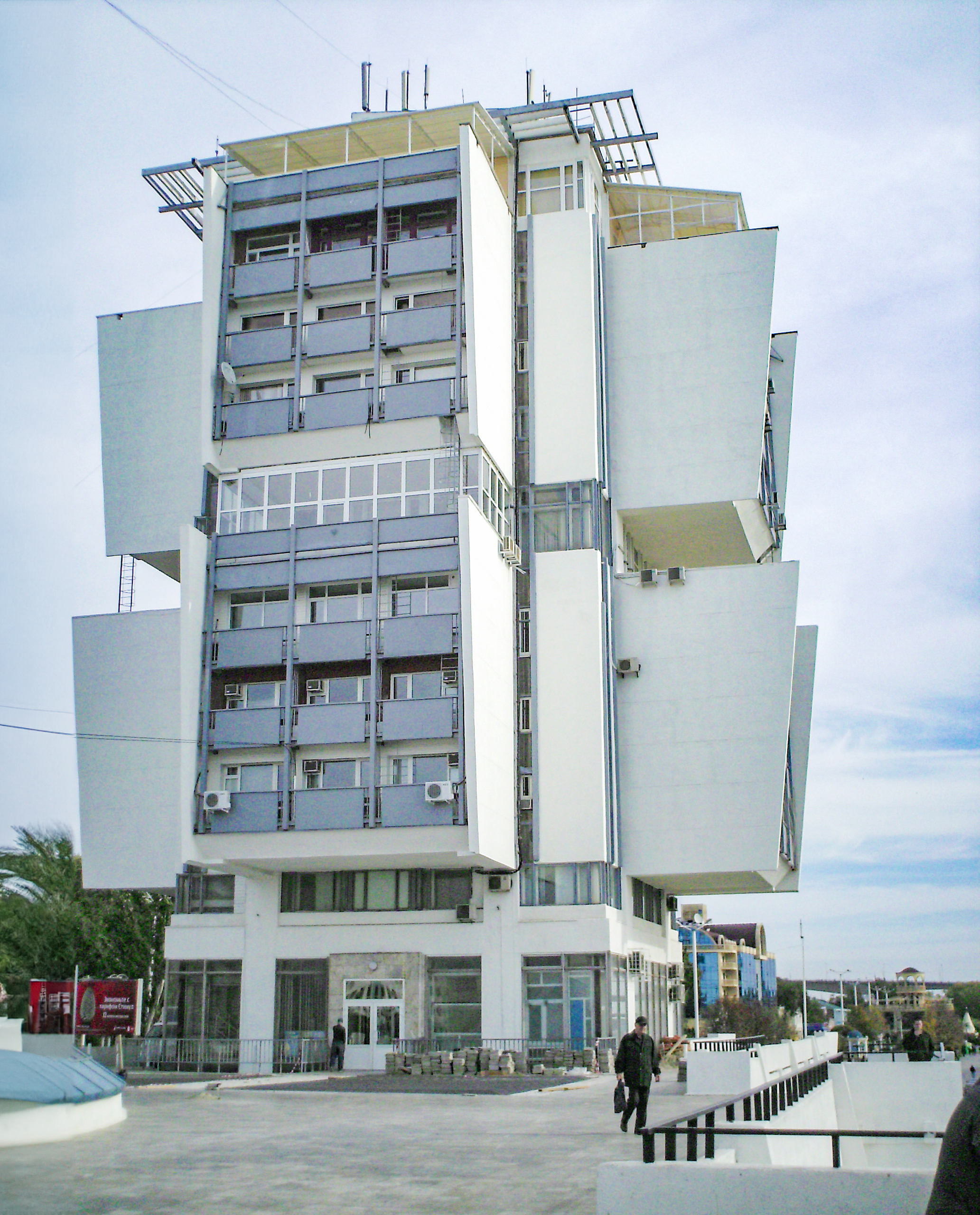
Речной вокзал с гостиницей в Ростове-на-Дону
Павильон №12 «Советские профсоюзы» на ВВЦ